# Wohnhausgruppe Roonstraße
Die Wohnhausgruppe Roonstraße in Bremen, Stadtteil Östliche Vorstadt, Ortsteil Fesenfeld, Roonstraße 1 und 3, entstand 1894 nach Plänen von Bauunternehmer Bernhard Mende. Diese kleine Gebäudegruppe steht seit 1977 unter Bremer Denkmalschutz.
Die kurze Roonstraße führt in Ost-West-Richtung von der Graf-Moltke-Straße zur Herderstraße, parallel zu den Eisenbahnschienen und zur Bismarckstraße. Sie wurde 1890 angelegt und benannt nach dem preußischen Generalfeldmarschall und Minister Albrecht von Roon (1803–1879).

## Geschichte
Die verputzten dreigeschossigen Wohnhäuser wurden 1892 bis 1894 in der Epoche des Historismus im Stil der Neorenaissance für eine Oberschicht erbaut.
Zu dem Ensemble gehören die Häuser Nr. 1 Ecke Herderstraße und 3.
Die anderen zwei- bis viergeschossigen Wohnhäuser bis Nr. 87 stehen nicht unter Denkmalschutz, wobei die nördlichen Häuser um ab Nr. 11 bis 79 auch aus der Zeit der Jahrhundertwende stammen.
Aktuell (2018) werden die Gebäude weitgehend als Wohnhäuser genutzt.